# Poluce
Poluce je mimovolný výron ejakulátu, který probíhá ve spánku. Výjimečně se tento stav může vyskytnout i v bdělém stavu. Rovněž je tento jev označován jako „mokré sny“, mimovolný orgasmus nebo orgasmus ve spánku. 
Poluce se nejčastěji vyskytují u chlapců v období puberty a v rané dospělosti, nicméně může k nim docházet v libovolném věku. Mohou, ale nemusí být provázeny sny se sexuálním podtextem. Zatímco někteří muži se během ejakulace vzbudí, jiní během tohoto okamžiku spí.
Příčiny poluce nejsou známy. Obecně přijímanou teorií je, že se jedná o přímý důsledek stimulace způsobené erotickými sny nebo vzpomínkami na předchozí sexuální zkušenost. Mnozí muži však uvádějí, že měli erotické sny, které k poluci nevedly. Jinou všeobecně přijímanou teorií je, že se tělo tímto způsobem zbavuje nahromaděného spermatu, aby se uvolnilo místo pro další. Avšak tělo ve skutečnosti nemá tuto potřebu, jsou známy případy mužů, kteří ejakulují pouze výjimečně a poluce nezažívají.
Četnost polucí je proměnlivá a individuální záležitost. Zatímco někteří muži měli v pubertě časté poluce, jiní za celý život nezažili žádnou. Někteří muži mají poluce víceméně pravidelně. U některých se poluce vyskytuje pouze v určitém věkovém období, u jiných k nim dochází po celý život od puberty. Navzdory obecnému názoru však pravděpodobně není žádná souvislost mezi četností polucí a tím, jak často daný člověk masturbuje.
Jedním z faktorů, který ovlivňuje četnost polucí, je hladina testosteronu. Při experimentu v roce 1998 významně rostl počet chlapců, u kterých docházelo k polucím, přímo úměrně jejich dávce testosteronu – od 17 % u skupiny bez podávání hormonu až po 90 % u skupiny s vysokou dávkou.
Zatímco za normálních okolností vede ejakulace k ukončení erekce, v případě poluce je erekce zachována.

## Spermatorea
V 18. a 19. století byli lidé, u kterých se mimovolná ejakulace vyskytovala často nebo docházelo k výronu většího množství spermatu, diagnostikováni jako pacienti postižení nemocí spermatorea. Léčba této „nemoci“ spočívala v obřezávání nebo kastraci pacienta. Někteří moderní lékaři, a zvláště pak léčitelé, dodnes tento stav jako spermatoreu diagnostikují a snaží se jej léčit. Tyto léčebné metody však nebyly žádným způsobem oficiálně schváleny.

## Křesťanský pohled
Podle sv. Augustina noční poluce, na rozdíl od masturbace, kterou většina ortodoxních křesťanů považuje za hřích, nešpiní čistotu svědomí jedince a jelikož se jedná o nedobrovolný pohlavní akt, nemůže to být považováno za hřích. Přesto se Augustin modlil, aby byl osvobozen od tohoto „lepidla chtíče“ a doporučoval prosit Boha o očištění duše od pohlavních neduhů.
Na druhou stranu, některé části Bible přímo zmiňují poluci v negativním světle, označují ji za „nečistou“ a označují ji za téměř nakažlivou nemoc, která může být léčena pouze pomocí obřadů. Například:
- Deuteronomium 23:9-11 Bible kralická (1613)

9. Když bys vytáhl vojensky proti nepřátelům svým, vystříhej se od všeliké zlé věci.
10. Bude-li mezi vámi kdo, ješto by poškvrněn byl příhodou noční, vyjde ven z stanů, a nevejde do nich.
11. Ale když bude k večerou, umyje se vodou, a po západu slunce vejde do stanů.
- Leviticus 15:1-18 Bible kralická (1613)

1. Mluvil pak Hospodin Mojžíšovi a Aronovi, řka:
2. Mluvte synům Izraelským a rcete jim: Když by který muž trpěl tok semene z těla svého, nečistý bude.
3. Tato pak bude nečistota jeho v toku jeho: [Jestliže] vypěňuje tělo jeho tok svůj, aneb že by se zastavil tok v těle jeho, nečistota jeho jest.
4. Každé lůže, na němž by ležel, kdož má tok semene, nečisté bude; a všecko, na čemž by seděl, nečisté bude.
5. A kdož by se dotekl lůže jeho, zpéře roucha svá, a umyje se vodou, a bude nečistý až do večera.
6. A kdo by sedl na to, na čemž seděl ten, kdož má tok semene, zpéře roucha svá, a umyje se vodou, i bude nečistý až do večera.
7. Jestliže by se kdo dotekl těla trpícího tok semene, zpéře roucha svá, a umyje se vodou, i bude nečistý až do večera.
8. A jestliže by ten, kdož trpí tok semene, plinul na čistého, zpéře roucha svá, a umyje se vodou, i bude nečistý až do večera.
9. Každé sedlo, na němž by seděl ten, kdož má tok semene, nečisté bude.
10. A kdož by koli dotekl se něčeho, což bylo pod ním, nečistý bude až do večera; a kdož by co z toho nesl, zpéře roucha svá, a umyje se vodou, a bude nečistý až do večera.
11. Kohož by se pak dotekl ten, kdož má tok semene, a neumyl rukou svých vodou, zpéře roucha svá, a umyje se vodou, i bude nečistý až do večera.
12. Nádoba hliněná, kteréž by se dotekl ten, kdo má tok semene, bude rozbita, a každá nádoba dřevěná vodou vymyta bude.
13. Když by pak očištěn byl ten, kdož tok semene trpěl, od toku svého, sečte sedm dní po svém očištění, a zpéře roucha svá, a vodou živou zmyje tělo své, i bude čist.
14. Potom dne osmého vezme sobě dvě hrdličky aneb dvé holoubátek, a přijda před Hospodina ke dveřím stánku úmluvy, dá je knězi.
15. Kterýž obětovati je bude, jedno za hřích a druhé v obět zápalnou; a očistí jej kněz před Hospodinem od toku jeho.
16. Muž, z něhož by vyšlo símě scházení, zmyje vodou všecko tělo své, a bude nečistý až do večera.
17. Každé roucho i každá kůže, na níž by bylo símě scházení, zeprána bude vodou, a nečistá bude až do večera.
18. Žena také, s kterouž by obýval muž scházením semene, [oba] zmyjí se vodou, a nečistí budou až do večera.

Někteří křesťané[kdo?] výše uvedené citace vnímají jako dostatečný důkaz toho, že se o hřích jedná, přestože jde o mimovolní záležitost.[zdroj?] Nutno však dodat, že citace Deuteronomia je v úplně jiném kontextu, a že Leviticus se podobně zmiňuje i o menstruaci, přičemž tato část je již v moderním křesťanství opomíjena. Podle současné teorie mají tyto pasáže Bible vést k prosazení správné hygieny a k prevenci reálných onemocnění, neboť pokud osoba trpící výtoky byla přenašečem závažného onemocnění, výše uvedené citace vedly k jejímu vyřazení ze společnosti. Je rovněž možné, že výše uvedené pasáže se netýkají spermatu, ale krve či jiných substancí indikujících onemocnění.

## Pohled judaismu
V rámci judaismu je poluce vnímána jako důsledek toho, že muž např. nestřeží svá ústa před kluzkými řečmi, roznášením řečí, pomluvami a posměchem a také tím, že nestřeží své uši, aby takové řeči neposlouchaly. Mezi další příčiny může patřit to, že nedbá na plnění slibů, úmyslně se oddává chlípným představám či se před ulehnutím nezabývá studiem Tóry a spí v místnosti, kde je sám. Proto je doporučováno, aby ten, kdo měl poluci, vstal, umyl si ruce a řekl s kajícným srdce tato slova: „Pane světa, udělal jsem to neúmyslně, zavinily to hříšné myšlenky a představy. Ať je Tvou vůlí, Bože můj a Bože mých otců, abys ve své slitovnosti vymazal tuto špatnost a chránil mě před hříšnými myšlenkami navěky a navždy. Amen.“ Z výše uvedeného tedy vyplývá, že samotná poluce je jakýmsi indikátorem toho, do jaké míry člověk žije v souladu s Tórou, přičemž právě onen nesoulad je tím, co člověka ať už trvale nebo dočasně diskvalifikuje z výkonu určitých činností – například vojenské či náboženské. Když indikátor upozorňuje na nesoulad, měl by každý žid učinit kroky k takové nápravě, aby jeho život mohl odrážet tu skutečnost, že byl stvořen k obrazu Božímu.
V kabale jsou ohledně poluce a jiných onanistických praktikách rozvíjeny představy, podle nichž jsou takovéto výrony semene zneužívány negativními silami, jež působí ve stvořeném světě. Svou roli zde sehrává královna démonů Lilit, která toto semeno využívá k plození zlých duchů a odívání těchto duchů do dočasných těl. Podle kabalistů je toto zneužití plodivé síly, na rozdíl od posvátného spojení mezi mužem a ženou, ničitelským aktem, ze kterého nezíská potomka svatá, nýbrž tzv. sitra achra neboli druhá strana.